# 立陶宛國家男子排球隊
立陶宛國家男子排球隊是立陶宛的國家男子排球隊。雖然排球在立陶宛十分普及，但立陶宛國家男子排球隊並不是一支強隊。2015年，立陶宛國家男子排球隊參加了歐洲排球錦標賽的預選賽，這是他們20年來首次參加國際大賽。